# Нілі (Небраска)
Нілі (англ. Neligh) — місто (англ. city) в США, в окрузі Антелоуп штату Небраска. Населення — 1536 осіб (2020).

## Географія
Нілі розташоване за координатами 42°7′45″ пн. ш. 98°1′45″ зх. д. / 42.12917° пн. ш. 98.02917° зх. д. (42.129093, -98.029229).  За даними Бюро перепису населення США в 2010 році місто мало площу 2,89 км², з яких 2,86 км² — суходіл та 0,03 км² — водойми. В 2017 році площа становила 3,82 км², з яких 3,79 км² — суходіл та 0,03 км² — водойми.

### Клімат
| Клімат : Нілі         | Клімат : Нілі | Клімат : Нілі | Клімат : Нілі | Клімат : Нілі | Клімат : Нілі | Клімат : Нілі | Клімат : Нілі | Клімат : Нілі | Клімат : Нілі | Клімат : Нілі | Клімат : Нілі | Клімат : Нілі | Клімат : Нілі |
| Показник              | Січ.          | Лют.          | Бер.          | Квіт.         | Трав.         | Черв.         | Лип.          | Серп.         | Вер.          | Жовт.         | Лист.         | Груд.         | Рік           |
| Середній максимум, °C | −0,6          | 1,7           | 8,3           | 15,6          | 22,2          | 26,7          | 30,6          | 28,9          | 24,4          | 16,7          | 6,1           | 0,0           | 15,0          |
| Середній мінімум, °C  | −12,8         | −10,6         | −5            | 1,1           | 7,8           | 13,9          | 16,1          | 15,0          | 10,6          | 2,8           | −5            | −11,7         | 1,7           |
| Норма опадів, мм      | 15            | 18            | 41            | 61            | 97            | 102           | 79            | 76            | 56            | 43            | 25            | 18            | 632           |
| Днів з опадами        | 4             | 4             | 6             | 8             | 10            | 10            | 8             | 8             | 7             | 6             | 4             | 4             | 79            |
| --------------------- | ------------- | ------------- | ------------- | ------------- | ------------- | ------------- | ------------- | ------------- | ------------- | ------------- | ------------- | ------------- | ------------- |
| Джерело: Weatherbase  |               |               |               |               |               |               |               |               |               |               |               |               |               |

## Демографія
Згідно з переписом 2010 року, у місті мешкало 1599 осіб у 707 домогосподарствах у складі 407 родин. Густота населення становила 553 особи/км².  Було 781 помешкання (270/км²).
Расовий склад населення:
| - 97,2 % — білих - 0,4 % — азіатів - 0,3 % — корінних американців - 0,3 % — чорних або афроамериканців - 1,2 % — осіб інших рас |

До двох чи більше рас належало 0,8 %. Частка іспаномовних становила 4,2 % від усіх жителів.
За віковим діапазоном населення розподілялося таким чином: 23,0 % — особи молодші 18 років, 53,0 % — особи у віці 18—64 років, 24,0 % — особи у віці 65 років та старші. Медіана віку мешканця становила 47,1 року. На 100 осіб жіночої статі у місті припадало 91,5 чоловіків;  на 100 жінок у віці від 18 років та старших — 86,1 чоловіків також старших 18 років.
Середній дохід на одне домашнє господарство  становив 57 268 доларів США (медіана — 41 037), а середній дохід на одну сім'ю — 74 822 долари (медіана — 58 462). Медіана доходів становила 42 941 долар для чоловіків та 31 196 доларів для жінок. За межею бідності перебувало 18,0 % осіб, у тому числі 22,2 % дітей у віці до 18 років та 17,2 % осіб у віці 65 років та старших.
Цивільне працевлаштоване населення становило 718 осіб. Основні галузі зайнятості: освіта, охорона здоров'я та соціальна допомога — 23,4 %, роздрібна торгівля — 19,2 %, будівництво — 10,2 %, публічна адміністрація — 8,9 %.